# 低冠蛇石首魚
低冠蛇石首魚為輻鰭魚綱鱸形目鱸亞目石首魚科的其中一種，分布東太平洋區，從瓜地馬拉至厄瓜多北部海域，本魚體延長而側扁，鰓蓋邊緣具鋸齒，吻突出，身體銀色，背部顏色較深，側面沒有明顯的條紋;鰭灰色;鰓腔上部具黑色斑點，體長可達25公分，棲息在沿海海域，以浮游動物為食。